# Arinolus sequens
Arinolus sequens är en mångfotingart som beskrevs av Chamberlin 1962. Arinolus sequens ingår i släktet Arinolus och familjen Atopetholidae. Inga underarter finns listade i Catalogue of Life.